# Középvadas
Középvadas (más néven Középvadicsó, szlovákul Stredný Vadičov) Felsővadas településrésze, 1911 előtt önálló falu Szlovákiában, a Zsolnai kerületben, a Kiszucaújhelyi járásban.

## Fekvése
Zsolnától 17 km-re északkeletre fekszik. Ma Felsővadas nyugati részét képezi.

## Története
A település Felsővadas határában keletkezett a 16. században. 1558-ban „Wadiczw Mediocris” alakban említik először. 1784-ben 20 házában 98 lakos élt.
A 18. század végén Vályi András így ír róla: „Közép Vadicsó. Tót falu Trentsén Várm. földes Urai Nedeczky, és több Uraságok, lakosai katolikusok, fekszik az előbbiektől nem meszsze.”
1828-ban 18 háza volt 142 lakossal. A Nedeczkyek birtokában állt.
Fényes Elek 1851-ben kiadott geográfiai szótárában így ír a faluról: „Közép-Vadicsó, Trencsén m. tót falu, 132 kath., 9 zsidó lak. Mind a három Vadicsó jó legelővel és rétekkel bir. F. u. többen.”
1913-ban csatolták az akkori Felsővadicsóhoz. A trianoni békéig Trencsén vármegye Kiszucaújhelyi járásához tartozott.

## Külső hivatkozások
- Felsővadas Szlovákia térképén

## Lásd még
- Felsővadas